# Lucio Cabañas Barrientos

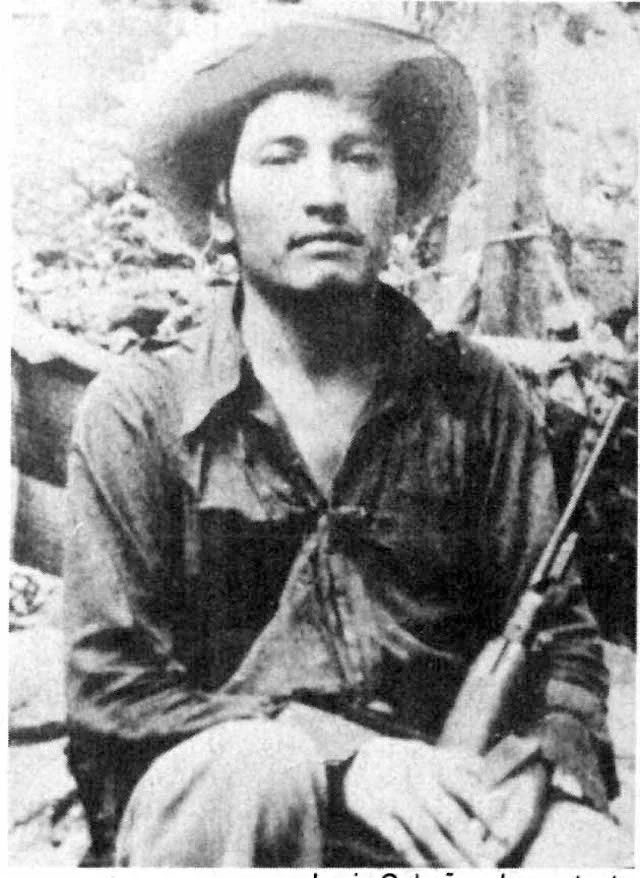

Lucio Cabañas Barrientos (* 12. Dezember 1938 in El Porvenir, Atoyac de Álvarez; † 2. Dezember 1974 in Tecpan de Galeana) war Grundschullehrer und Revolutionär in Guerrero in Mexiko.

## Leben
Seine Eltern waren Rafaela Barrientos und Cesáreo Cabañas Iturio. Er wurde in eine große Familie geboren, welche im Dorf El Ticuí lebte.
Seine Brüder sind David und Pablo.
Sein Großvater war General Pablo Cabañas Macedo, ein Guerillero, welcher nach dem Tod von Emiliano Zapata einen Aufstand versuchte und durch die Latifundisten der Costa Grande von Guerrero geschlagen wurde.
In seiner Kindheit arbeitete er als Kaffeepflücker.
Cabañas studierte Lehramt an der Escuela normal de Ayotzinapa. Während des Studiums war er ein Studentenvertreter. 1962 wurde er zum Generalsekretär der Federación de Estudiantes Campesinos Socialistas de México gewählt.
Er erhielt eine Anstellung als Lehrer in einer Grundschule im Ort Mexcaltepec, im Municipio von Atoyac etwa 100 Kilometer im Gebirge (Sierra de Atoyac).
Als Lehrer engagierte er sich gegen die Ungerechtigkeiten und rief zu einer friedlichen Demonstration in Tecapan für den 18. Mai 1967 auf, wo die motorisierte Polizei ein Massaker anrichtete.
Bei dem Massaker kamen ein Bruder und sechs weitere Lehrer ums Leben.
Die Regierung des Bundesstaates Guerrero beschuldigte Cabañas der Agitation, versuchte, ihm die Schuld für das Verbrechen zuzuschieben und ließ nach ihm fahnden. Deshalb sah sich Cabañas gezwungen, in die Sierra de Guerrero zu flüchten, wo es ihm gelang, Landwirte zu mobilisieren, welche gegen das Kazikentum, die Missbräuche, die Vergewaltigungen, die ungesunden Lebensbedingungen, die ungerechte Verteilung des Reichtums wehrten und gründete die Partido de los Pobres (PDLP), eine Guerilla.
1970 brachte die erste Entführung eines Politikers 100.000 mexikanische Pesos.
In den folgenden drei Jahren widmete sich die PDLP Banküberfällen.
Am 2. März 1971 wurden von der Banco del Centro de Aguascalientes 400.000 mexikanische Pesos geholt und am 13. April 1973 wurden von der Banco Comercial Mexicano, welche sich im Erziehungsministerium befand, zwei Millionen Pesos weggetragen.
Am 25. Juni 1972 wurde bei Arroyo de las Piñas zwischen San Andrés de la Cruz und Santiago de la Unión eine Fahrzeugkolonne der mexikanischen Armee überfallen.
Am 23. August 1972 wurde auf der Höhe des Río Santiago auf dem Weg von Atoyac de Álvarez nach San Vicente de Benítez eine Fahrzeugkolonne der mexikanischen Armee überfallen.
Zu zahlreichen Entführten gehörten Jaime Farril Novelo, Jaime Castrejón und Margarita Saad.
Am 30. Mai 1974 um 9:00 Uhr nahmen der PRI-Kandidat für das Gouverneursamt für Guerrero, Rubén Figueroa Figueroa, dessen Vetter Febronio Díaz Figueroa, seine Privatsekretärin Gloria Britos und zwei Onkel von Lucio Cabañas Barrientos, Luis und Pascual Cabañas mit der Guerilla Partido de los Pobres (PDLP) Kontakt auf und wurden entführt.
Nach Angaben des pensionierten Majors Elías Alcaraz wurde die Gruppe am 8. September 1974 nach einem 15-minütigen Schusswechsel bei La Pascua in der Nähe von Zacualpan in Atoyac de Alvarez, 10 Kilometer abseits der Straße befreit. Bei dem Schusswechsel wurden Febronio Díaz Figueroa und Luis Cabañas verletzt, Luis Cabañas starb später an den Folgen der Verletzungen.
David Cabañas Barrientos gab an, dass die Entführten durch 40 Guerilleros bewacht wurden, von welchen Sixto Huerta Sabás bei der Befreiung getötet wurde. Major Elías Alcaraz erklärte, dass 50 Guerilleros getötet wurden.
Am Morgen des 2. Dezembers 1974 kam es zu einem Schusswechsel mit Regierungstruppen in Otatal.
Um der Folter durch die Regierungstruppen zu entgehen, rief er seinen Verfolgern entgegen „Na endlich habt ihr es geschafft, aber ich versichere euch, ich werde euch nicht den Gefallen tun, dass ihr mich tötet“. Danach richtete er sein M2 Carbine gegen seinen Hals, betätigte den Abzug und fiel tödlich getroffen. Capitán Bravo Torres lief zum Körper und schoss erneut auf den leblosen Körper.

## Guerra Sucia
Der befreite Rubén Figueroa Figueroa wurde, wie damals bei PRI Kandidaten üblich, Gouverneur von Guerrero.
Aus der Sonderkommission, welche zum Auffinden der Entführten gegründet worden war, blieb Mario Arturo Acosta Chaparro Escápite in Guerrero und wurde Leiter der Policia de Justicía.
Er ließ der Mitgliedschaft in der PDLP Verdächtigte ermorden und von einer I.A.I. Arava über dem Pazifik abwerfen.
Die sterblichen Reste von Lucio Cabanas wurden am Abend des 3. Dezember 2001 auf dem Panteón municipal de Atoyac de Alvarez gefunden und am 2. Dezember 2002 beigesetzt.